# Bitka na Dravi 917.
Bitka na Dravi bila je oružani sukob vođen između Primorske Hrvatske pod vodstvom Tomislava i Kneževine Ugarske čiji je vladar u to vrijeme bio veliki knez Zoltán, najmlađi sin Arpada, osnivača dinastije Arpadovića. Točno mjesto i vrijeme bitke nije poznato, ali je na temelju dostupnih izvora utvrđeno da je hrvatska vojska odnijela odlučujuću pobjedu i protjerala Ugre preko rijeke Drave na njezinu lijevu obalu, a Tomislav uspostavio svoju vlast na svim sjevernim područjima (tada nazivanima Slovinska zemlja) na kojima su bili naseljeni Hrvati.

## Širi kontekst bitke
Došavši nedavno prije (krajem 9. stoljeća) u Panonsku nizinu i pokorivši narode koji su živjeli sjeverno od Drave, Ugri (Mađari) su se u svojim vojno-pljačkaškim pohodima sve češće zalijetali na jug, u Slavoniju, odnosno na područje Panonske Hrvatske, čiji je posljednji vladar, knez Braslav, vjerojatno poginuo na samom kraju 9. stoljeća u borbama s novopridošlim sjevernim susjedima. Pojam "Slavonija" se, prema dostupnim izvorima, tada već koristio, s obzirom na relativno raznolik etnički sastav tog područja, pretežno slavenskog podrijetla, dok se termin "Panonija", odnosno "Panonska Hrvatska" prestao upotrebljavati, kako to navodi dr.sc. Mirko Marković u svojoj knjizi "Slavonija – povijest naselja i podrijetlo stanovništva". Ugri su, međutim, išli i dalje, pa su napali i ondašnju Primorsku Hrvatsku, kojom su u to vrijeme vladali Muncimir (oko 892 – oko 910.) i Tomislav (oko 910 – 928.), knezovi iz dinastije Trpimirovića. U to su burno ranosrednjovjekovno doba seobe raznih plemena i naroda bile uobičajene (osim Ugra, selili su se Pečenezi, Kumani, Hazari i drugi), a bile su praćene oružanim sukobima sa starosjediocima, te pljačkama i paležima.
Kako bi spriječio ugarske prodore, Tomislav je od početka svoje vladavine (još kao knez, a kasnije kao kralj) poduzimao vojne akcije na sjeveru svoje države, kao i na područjima koja prije nisu bila pod kontrolom Trpimirovića, te onemogućio novodoseljene susjede sa sjevera da zagospodare tim teritorijem, koji se protezao uz današnju zapadnu granicu Hrvatske sa Slovenijom (šire područje sjeverno i južno od Zagreba), zatim obuhvaćao velike dijelove porječja Kupe, Une, Vrbasa i Bosne, kao i čitavo područje između velikih rijeka Save i Drave, odnosno Mure, od slovenske granice na zapadu, sve do današnjeg Srijema na istoku. 
Prema šturim izvorima i novijim zaključcima, odlučujuća bitka odigrala se oko godine 917. na neutvrđenom području na desnoj obali rijeke Drave. Povjesničari su do takvog zaključka došli, između ostalog, na temelju „Ljetopisa popa Dukljanina“ iz 12. stoljeća. Tomislav nije samo natjerao Ugre u bijeg, kako to navodi pop Dukljanin, nego je sjedinio Panonsku Hrvatsku s Primorskom (Dalmatinskom) Hrvatskom, kojom je on sâm do tada vladao.
Nedostatak materijalnih dokaza o bitki na Dravi, pa i o svim drugim bitkama koje je slavljeni hrvatski kralj vodio, ne dopušta da se izloži više preciznijih podataka i detalja, ali ne dovodi u pitanje samu bitku. Osim „Ljetopisa popa Dukljanina“ postoje još neki posredni izvori koji upućuju na nju. Među njima je i djelo „O upravljanju carstvom“ bizantskog cara Konstantina VII. Porfirogeneta, koje govori o zemljopisnom položaju Hrvata u odnosu na Mađare, o brojčanoj snazi hrvatske vojske i o bitki s Bugarima, te jedan ljetopis anonimnog notara kralja Bele III. (vladao 1172 – 1196.), pod nazivom Gesta Hungarorum, koji spominje da su ugarski vojskovođe u 10. stoljeću zauzeli tri utvrde južno od Drave, i to zagrebačku, požešku i vukovsku, što implicira da su prije toga ti fortifikacijski objekti bili u hrvatskim, a ne u ugarskim rukama.
Budući da na početku svoje vladavine Tomislav nije vladao Panonskom Hrvatskom, da bi kasnije, pri kraju svoje vladavine, imao vlast nad njom, izvjesno je da do toga nije došlo na miran način. Nije, naime, izvjesno da su se Ugri, ratnički narod u ekspanziji, dragovoljno, sami od sebe, povukli preko Drave i odrekli se bogatog plijena na širokim prostranstvima južno od te rijeke, nego da su bili primorani to učiniti zbog snage oružja Tomislavove vojske.
Osim što je ratovao s Ugrima, hrvatski je vladar imao okršaj s ondašnjim istočnim hrvatskim susjedima, Bugarima, o čemu pak postoji malo više podataka. Odlučujuća se bitka, u kojoj su Bugari potučeni do nogu, odigrala 27. svibnja 927. godine negdje u planinama Bosne, a što govori u prilog tome da je Tomislav imao snažnu i sposobnu vojsku, te da je kontrolirao i područje tadašnje Bosne, vjerojatno dobrim dijelom i do Drine.
Da se Hrvatska protezala daleko na sjever od prvobitnog dalmatinskog zaleđa, potvrđuju i zapisi sa splitskih crkvenih sabora održanih 925. i 928. godine, kada je odlučeno da ninski biskup Grgur mora otići iz svoje biskupije, a u zamjenu su mu na izbor ponuđene tada nepopunjene biskupske stolice: skradinska, sisačka ili delmitanska (vjerojatno ilirski i starorimski Delminium, odnosno Duvno – današnji Tomislavgrad, premda neki smatraju da se zapravo radi o Omišu). Upravo mogućnost biranja i sisačke biskupije (a Sisak je do tada bio glavni grad Panonske Hrvatske, odnosno sjedište njenog vladara (kneza)), pokazuje da je područje te dijeceze bilo pod hrvatskom vlašću.
Sâmo točno vrijeme i mjesto dravske bitke, koje nije precizno utvrđeno, u konačnici nije od presudnog značaja, nego je važan ishod i posljedice tog vojnog sukoba. A posljedice su takve da je kralj Tomislav potkraj svoje vladavine kontrolirao nizinsko-brdski teritorij južno od rijeke Drave i da Ugri još dugo nakon toga nisu prelazili tu rijeku, a definitivno su tek 1102. godine, Pactom conventom i personalnom unijom Hrvatske i Ugarske, vrhovnom kraljevskom vlašću posredno uspostavili svoju dominaciju.

## Vanjske poveznice
- Sukobi Hrvata s Ugrima i Pečenezima  Arhivirana inačica izvorne stranice od 21. veljače 2014. (Wayback Machine)
- Pobjeda nad Mađarima na rijeci Dravi 925. godine u Zborniku radova „Prvi hrvatski kralj Tomislav“
- Video: Tomislav na čelu Hrvata uspješno odbio prodor Mađara u Slavoniji
- O zapisu anonimnog notara kralja Bele III. o ugarskom osvajanju vukovske utvrde
- Naslovnica knjige Zbornik "Prvi hrvatski kralj Tomislav" izdana u Zagrebu 1998. godine[neaktivna poveznica]
- Okršaji Hrvata i Mađara na rijeci Dravi i sastav stanovništva u Slovinju, tj. Slavoniji (lat. Sclavonia), spomenuti u knjizi dr.sc. Mirka Markovića "Slavonija – povijest naselja i podrijetlo stanovništva" izdanoj u Zagrebu 2002. (str. 62 i 63.)
- Sisačka biskupija - slavonska dijeceza kao potencijalni izbor poraženog Grgura Ninskog na Splitskom saboru